# Jezioro Mietkowskie
Jezioro Mietkowskie (Zalew Mietkowski, czasem nazywane też Jeziorem Domanickim) – największe w województwie dolnośląskim jezioro. 
Jest to jezioro zaporowe utworzone przez wybudowanie zapory na rzece Bystrzycy w Mietkowie, około 25 km na południowy zachód od granic Wrocławia. Geograficznie położone jest na Równinie Świdnickiej, w przecinającej ją Dolinie Bystrzycy i położone na terenie Parku Krajobrazowego Dolina Bystrzycy. Jezioro ma powierzchnię zalewu 9,29 km² i pojemność 65 mln m³ (według niektórych danych – do 70,5 mln m³) oraz maksymalną głębokość 13 metrów. Do jego budowy przystąpiono w roku 1974, a wypełnianie zbiornika zakończyło się w 1986. Ziemno-betonowa zapora ma długość 3,2 km i wysokość 17 m. Jezioro pełni funkcję zbiornika retencyjnego. Z dna jeziora wydobywane jest także kruszywo, co pogłębia dno. Spuszczenie wody i remont miały miejsce w roku 2007 i 2011.
W miejscowości Borzygniew znajduje się kąpielisko strzeżone z plażą i wypożyczalnią sprzętu wodnego. 
Jezioro pełni także funkcję łowiska pod zarządem PZW. Do ryb zamieszkujących zbiornik należą sandacze oraz leszcze, a także karpie, liny, szczupaki i okonie.
Rozporządzeniem Ministra Środowiska z dnia 5 września 2007 r. został wyznaczony obszar specjalnej ochrony ptaków Zbiornik Mietkowski PLB020004 o powierzchni 1 193,9 ha. Stwierdzono tu występowanie czterech gatunków ptaków z Polskiej Czerwonej Księgi i ośmiu gatunków z załącznika nr 1 dyrektywy ptasiej. Lęgi odbywają tu ohar, mewa czarnogłowa, rybitwa białoczelna, rybitwa rzeczna i sieweczka rzeczna. Na jeziorze Mietkowskim odpoczywają w okresie wędrówek gęsi zbożowe, których stada dochodzą do 64500 osobników. Jeśli zbiornik nie zamarznie zimą, pozostaje tu 7000–9000 osobników. Stada gęsi białoczelnych liczą do 5000 ptaków. Licznie występuje też krzyżówki. Latem i jesienią, gdy odsłoni się błotniste dno, przybywają ptaki wodno-błotne, których stada mogą sięgać 20000 osobników. W ich skład wchodzi łęczak, batalion i kulik wielki. Na nocleg zlatują mewy: śmieszka, mewa białogłowa i mewa siwa.

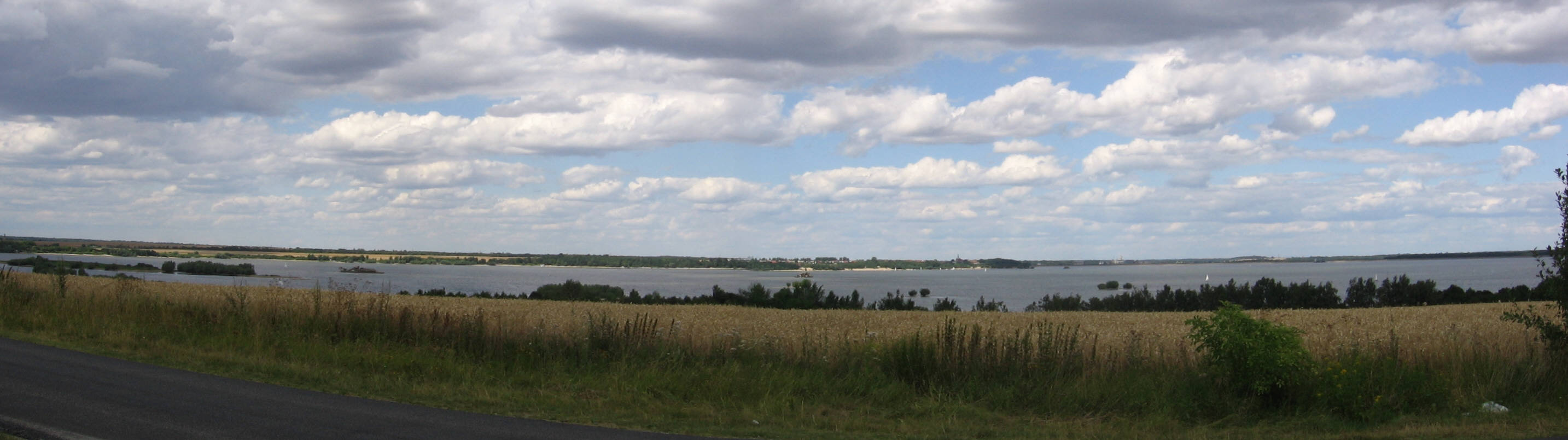
Panorama z drogi w pobliżu Domanic